# 1705 en architecture
| Années de l'architecture : 1702 - 1703 - 1704 - 1705 - 1706 - 1707 - 1708    |
| Décennies de l'architecture : 1670 - 1680 - 1690 - 1700 - 1710 - 1720 - 1730 |

Cet article présente les faits marquants de l'année 1705 en architecture.

## Événements
- Novembre : construction du capitole à Williamsburg, capitale de la Virginie.

- Début des travaux du palais de Blenheim à Woodstock construit par John Vanbrugh et Nicholas Hawksmoor pour le duc de Marlborough (le palais sera terminé en 1722).
- Début de la construction de l’hôtel Soubise à Paris par l’architecte Delamair pour François de Rohan, prince de Soubise. G. Boffrand en dirige la décoration de 1732 à 1740.
- Début de la construction du Französischer Dom à Berlin.

## Naissances
- 17 janvier : Jacques-François Blondel († 9 janvier 1774).